# William Hartley
William Hartley ( 1906 – 1996 ) fue un botánico australiano, especializado en la taxonomía de la familia de las poáceas.